# Kathleen McNulty Mauchly Antonelli
Kathleen "Kay" Rita McNulty Mauchly Antonelli (Creeslough, 12 de febrero de 1921-Wyndmoor, 20 de abril de 2006) fue una matemática irlandesa y una de las seis programadoras originales de la ENIAC, la primera computadora digital electrónica de propósito general.

## Educación y primeros años
McNulty nació en el Condado de Donegal durante las guerras de independencia de su país. La noche de su nacimiento, su padre, James, que era un oficial del Ejército Republicano Irlandés, fue arrestado durante dos años. Tras su liberación, la familia emigró a los Estados Unidos en octubre de 1924 y se afincó en Pensilvania donde James McNulty estableció sus negocios. Para entonces, Kathleen no era capaz de hablar inglés pues su lengua materna era el gaélico. De hecho, se sabe que recordaría sus oraciones en gaélico por el resto de sus días.
Después de asistir a la escuela en Chestnut Hill y al Hallahan Catholic Girls High School en Filadelfia, se graduó con un título en matemáticas en el Chestnut Hill College para mujeres en junio de 1942. De un total de 92 estudiantes, Kathleen fue una de las tres que lograron graduarse en matemáticas ese año. Todas ellas hicieron todos los cursos de matemáticas disponibles: dos semestres de álgebra, historia de las matemáticas, cálculos integrales, trigonometría esférica, cálculo diferencial, proyección geométrica, ecuaciones parciales diferenciales y estadísticas.
Durante su tercer año de estudios, Kathleen comenzó su búsqueda de empleo, sabiendo que quería un empleo en matemáticas que no fuera la docencia. Sabía que los puestos en compañías de seguros requerían un grado de maestría y que de todos modos, rara vez contrataban mujeres. Sabiendo que los estudios de negocios la harían más empleable, tomo todos los cursos que pudo en la materia: contabilidad, finanzas y bancos, negocios, leyes, economía y estadísticas.

## Su carrera en computación
Una semana después de graduarse, encontró un anuncio de empleo publicado en The Philadelphia Inquirer para el Servicio Civil de los Estados Unidos. El título del anuncio decía: Se busca: "Mujeres con título en matemáticas" y agregaba "La necesidad de mujeres ingenieras y científicas está creciendo tanto en la industria como en el gobierno... las mujeres están recibiendo propuestas de empleo en carreras científicas e ingenieriles... encontrará que allí, más que en ningún otro lado, el slogan es 'Se buscan mujeres'". El ejército de los Estados Unidos estaba buscando mujeres con estudios de matemática justo donde ella vivía, en Filadelfia. De inmediato llamó a sus dos colegas de graduación, Frances Bilas y Josephine Benson. La segunda no pudo llegar al encuentro, así que fueron Fran y Kathleen las que finalmente llegaron a una entrevista de trabajo en 1946, donde fueron informadas de los puestos vacantes. Muy pronto, ambas recibieron cartas pidiendo que se presentasen en la Moore School of Electrical Engineering, en la Universidad de Pensilvania, para comenzar a trabajar en julio de 1942. El puesto que figuraba en su ficha de empleo era el de "computadoras". Allí trabajarían hasta formar parte del equipo de programación del ENIAC, que fue puesta en funcionamiento oficialmente en diciembre de 1946.

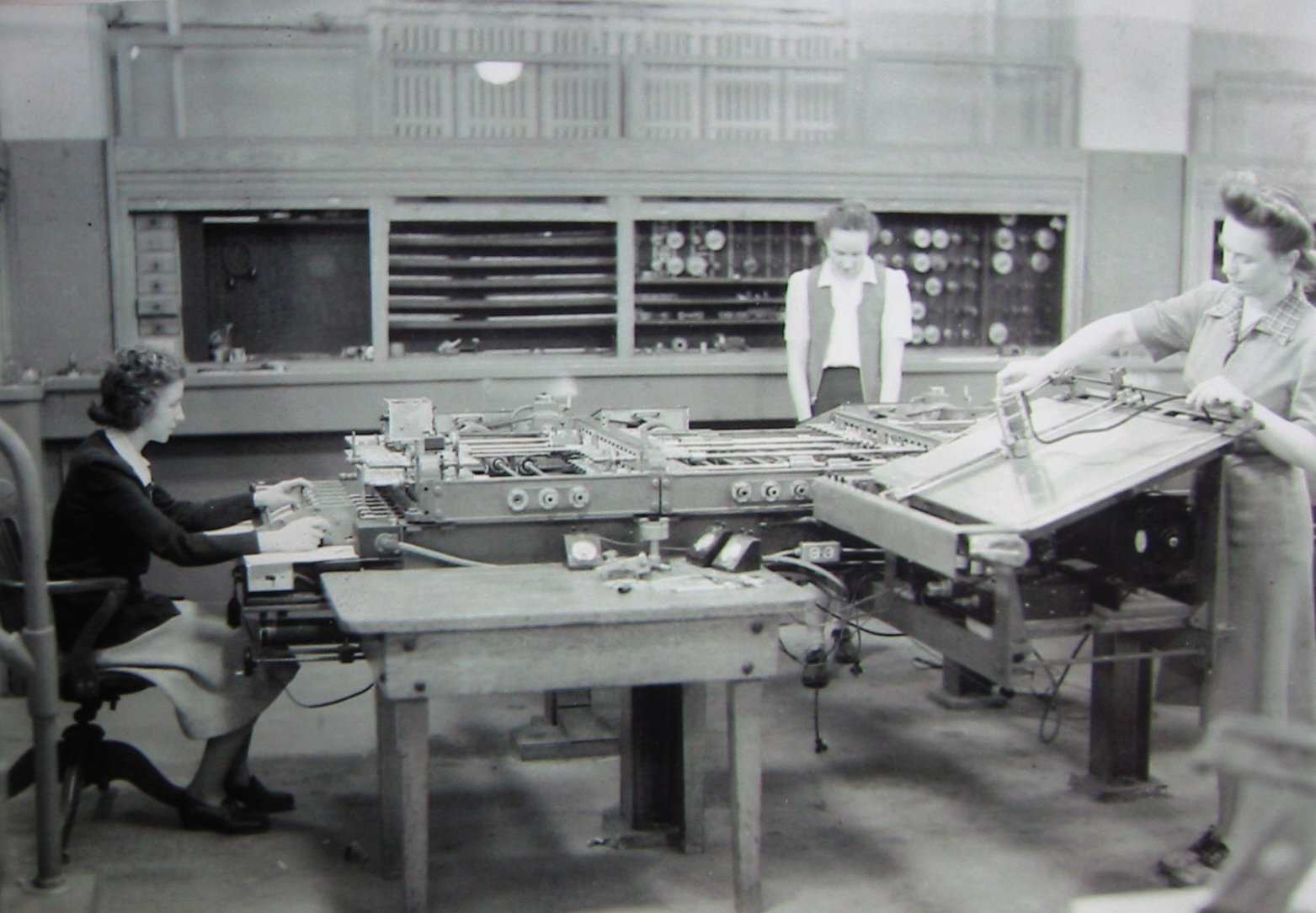
Kathleen McNulty Mauchly Antonelli, Alyse Snyder, y Sis Stump operando el analizador diferencial en el sótano de la Escuela de Ingeniería Eléctrica Moore, en la University of Pennsylvania, Filadelfia (Pensilvania), en 1942–1945.

A pesar de todos sus estudios, su formación en matemática no la había preparado para su trabajo en cálculo de trayectorias balísticas. Ni Fran Spence ni ella estaban familiarizadas con los métodos de integración numérica usados para calcular trayectorias. El libro que usaban para estudiar el tema ("Numerical Mathematical Analysis", 1st Edition by James B. Scarborough, Oxford University Press, 1930) les ofreció pocas aclaraciones al respecto. Las dos nuevas matemáticas aprendieron cómo realizar sus cálculos paso a paso, a través de la práctica y con los buenos consejos de su supervisora Lila Todd. Cerca de 75 jóvenes mujeres computadoras fueron empleadas en la Moore School en ese período, muchas de ellas tomaron cursos con Adele Goldstine, Mary Mauchly y Mildred Kramer. El trabajo fue muy tedioso, y muchas de ellas renunciaron por exceso de trabajo, pero Kay se volvió prominente entre las mujeres computadoras. 
Dos o tres meses después, Fran y Kay fueron trasladadas para trabajar en el analizador diferencial ubicado en el sótano de la Moore School. Ese era el más grande y sofisticado calculador analógico de su tiempo, de los cuales solo había 3 en los Estados Unidos y 5 o 6 en el mundo entero (todos los demás en Gran Bretaña). Utilizando este equipo, inventado por Vannevar Bush en el MIT una década atrás y retocado para hacerlo más preciso por el equipo de la Moore School, el cálculo de una trayectoria simple, cerca de 40 horas en una calculadora mecánica de escritorio, podía completarse en alrededor de 50 minutos.

## Su carrera como programadora de ENIAC
La ENIAC fue desarrollada para realizar el mismo tipo de cálculos entre los años 1943-1946. En junio de 1945, Kay fue elegida para ser una de las primeras programadoras, junto con varias otras mujeres tales como Betty Snyder, Marlyn Wescoff y Ruth Lichterman, y una quinta computadora llamada Helen Greenman ("Greenie"). Cuando Greenie rechazó mudarse a Aberdeen para entrenarse porque tenía un bonito departamento en West Filadelfia y la siguiente suplente se negó a cortar sus vacaciones en Misuri, Betty Jean Jennings, la segunda suplente, obtuvo el empleo. Entre junio y agosto de 1945, recibieron capacitación en Aberdeen Proving Ground en las máquinas de tarjetas perforadas de IBM que eran usadas como el I/O de la ENIAC. Poco tiempo después, la compañera de escuela de Kay, Fran Bilas, se uniría al equipo del ENIAC en el Moore School, pese a no haber asistido al entrenamiento previo en Aberdeen. La computadora podía completar los mismos cálculos de trayectoria balística descriptos más arriba en solo 10 segundos, pero para lograr eso, tomaba entre uno y dos días configurar la máquina con un nuevo grupo de problemas que resolver. Eran las mujeres las responsables de determinar la secuencia de paso requerida para completar los cálculos para cada problema y configurar la ENIAC de acuerdo a eso, aunque antes habían consultado también con algunos de los ingenieros de ENIAC tales como Arthur Burks para determinar cómo podrían programar la máquina.
Dado que la ENIAC era un proyecto secreto, las programadoras no tenían permitido ni siquiera entrar en la sala donde se encontraba la máquina, pero se les daba acceso a planos desde los cuales trabajar en la programación en una sala adyacente. Programar la ENIAC implicaba trabajar sobre las ecuaciones diferenciales asociadas a un problema de trayectoria con la precisión permitida por la ENIAC y calcular la ruta con instrucciones que logren alcanzar la locación correcta entre 1/5.000to de segundo. Solo cuando tenían diseñado un programa en papel, las mujeres tenían permiso para ingresar a la sala de ENIAC y programar físicamente la máquina.
Prácticamente toda la programación de la ENIAC consistía en diseñar y poner a funcionar programas de prueba que aseguraran la integridad de todo el sistema, cada tubo, cada conexión eléctrica necesitaba ser verificada antes de correr cada programa. 
Kay fue trasladada al Aberdeen Proving Ground Ballistics Research Lab (en Maryland) junto con la ENIAC cuando la máquina fue trasladada allí en 1947, junto con Ruth Lichterman y Fran Bilas. Las otras tres programadoras formaron familias y se fueron a otros empleos y prefirieron quedarse en Filadelfia en vez de relocalizarse en la remota Aberdeen y vivir una vida de base militar.

## Vida personal

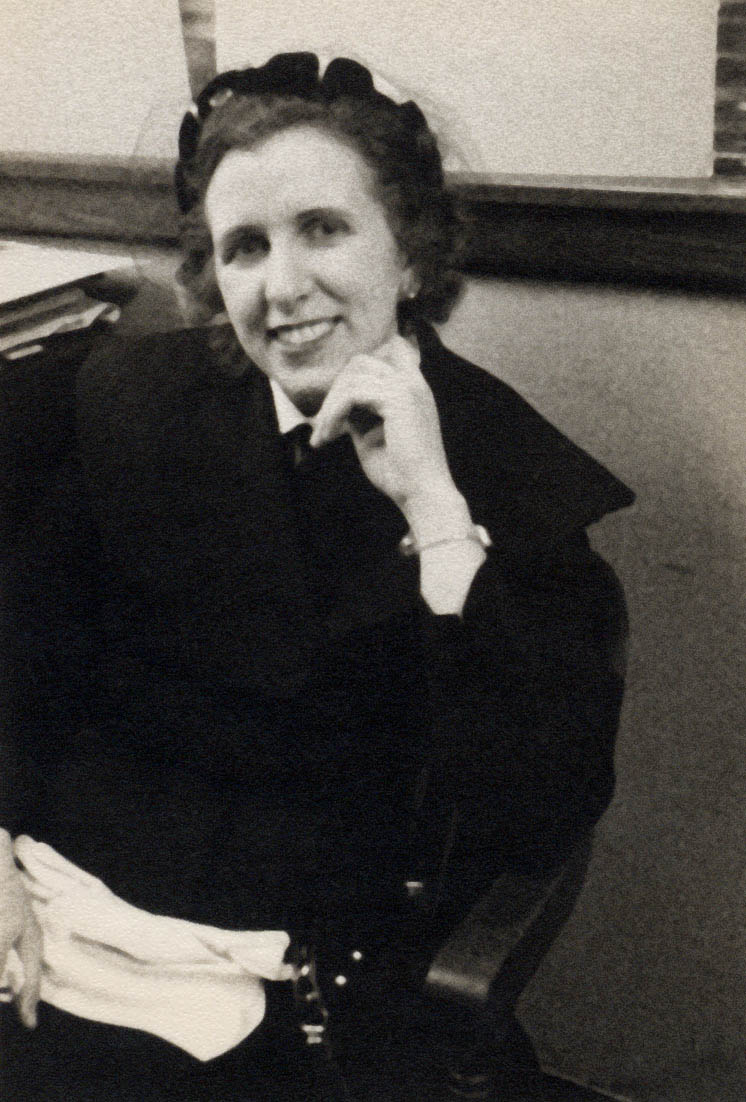
Kay McNulty Mauchly Antonelly

El co-inventor de ENIAC, John Mauchly, quien después de su invención dejó su puesto como profesor en la Escuela Moore para fundar su propia compañía de computadoras junto con Presper Eckert, hizo frecuentes viajes a Washington D. C. durante este período, y se detuvo para verificar el ENIAC en Aberdeen. Mauchly ya había contratado a Betty Jean Jennings (que se había casado y ahora era Jean Bartik) y Betty Snyder (ahora llamada Betty Holberton) y también esperaba atraer a Antonelli a su incipiente compañía. Pero la esposa de Mauchly había muerto en un accidente por ahogamiento en septiembre de 1946 y después de eso, Mauchly se casó con Antonelli en 1948. Antonelli renunció a su puesto en Aberdeen, y la pareja, junto con sus dos hijos de su primer matrimonio, vivieron inicialmente en su casa adosada en St Mark's Street, cerca de la Universidad de Pensilvania. Luego se mudaron a una gran granja llamada Little Linden en Ambler, en Pensilvania. Con Mauchly, Antonelli tuvo cinco hijos.
Antonelli trabajó más tarde en el diseño de software para otras computadoras más posteriores, incluidas las computadoras BINAC y UNIVAC I, cuyo hardware fue diseñado por su esposo. John Mauchly murió en 1980 después de varios episodios de enfermedades y recuperaciones.
Luego se casó con el fotógrafo Severo Antonelli en 1985. Después de una larga lucha contra la enfermedad de Parkinson, su segundo esposo murió en 1996; Antonelli sufrió un ataque al corazón mientras cuidaba a su esposo, pero se recuperó por completo. 
Después de la muerte de Mauchly, Antonelli continuó con el legado de los pioneros de ENIAC al escribir artículos, dar charlas (con frecuencia junto con Jean Bartik, siendo amigas durante toda la vida) y entrevistas con periodistas e investigadores. 
Antonelli murió de cáncer en Wyndmoor, Pensilvania, el 20 de abril de 2006, a la edad de 85 años.

## Legado
Durante el apogeo de ENIAC, el reconocimiento adecuado escapó de Antonelli y sus compañeras programadoras. La invisibilidad de las programadoras del ENIAC (tanto por ser mujeres como por el secreto de su trabajo, especialmente durante la guerra) las mantuvo fuera del ojo público. 
Fue incluida en el Salón de la Fama Internacional de Mujeres en Tecnología en 1997 junto con los otros programadores originales de ENIAC, y aceptó la incorporación de John Mauchly al Salón de la Fama de Inventores Nacionales en Akron, Ohio, en 2002.
En 2010, se lanzó un documental llamado "Top Secret Rosies: The Female" Computers "of WWII". La película se centró en entrevistas en profundidad a tres de las seis mujeres programadoras, centrándose en las encomiables contribuciones patrióticas que hicieron durante la Segunda Guerra Mundial.
En julio de 2017, la Universidad de la Ciudad de Dublín honró a Antonelli al nombrar su edificio de computación en honor a Kathleen (Kay) McNulty. En 2019, el Centro Irlandés de Computación de Alta Gama (ICHEC) de la Universidad Nacional de Irlanda, Galway, nombró a su nueva supercomputadora primaria, que servirá como la supercomputadora nacional de Irlanda para investigadores académicos, Después de una encuesta pública, en la que Antonelli venció a la botánica Ellen Hutchins, el científico e inventor Nicholas Callan, el geólogo Richard Kirwan, la química Eva Philbin y el hidrógrafo Francis Beaufort.